# 東周惠公
東周惠公，姓姬，名班，又名根，又名傑，西周威公少子，西周惠公之弟。西周威公死后，公子根在东部争立，从西周国分裂出东周国，成為東周国第一任君主。
《史記·六國年表》周顯王九年（前360年）注引《紀年》，該年東周惠公去世。
| 前任： — | 東周国君主 前367年－前360年 | 繼任： 東周昭文君 |